# Trevoa closiana
Trevoa closiana är en brakvedsväxtart som beskrevs av John Miers. Trevoa closiana ingår i släktet Trevoa och familjen brakvedsväxter. Inga underarter finns listade i Catalogue of Life.